# Pauline Martin

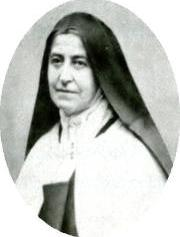
M. Agnes von Jesus im Habit der unbeschuhten Karmelitinnen

Marie-Pauline Martin, Ordensname Agnes de Jesus (* 7. September 1861 in Alençon, Frankreich; † 28. Juli 1951 in Lisieux, Frankreich), war Nonne im Orden der Unbeschuhten Karmelitinnen. Sie war leibliche Schwester der Heiligen Therese von Lisieux und zugleich deren Mitschwester im Karmel von Lisieux.

## Leben

### Kindheit
Pauline Martin wurde als zweites Kind der hll. Zélie und Louis Martin in Alençon in der Normandie geboren, wo sie die ersten Jahre ihrer Kindheit verbrachte. Später lebte sie als Schülerin im Internat der Heimsuchung in Le Mans, wo sie am 1. August 1877 ihre Studien beendete. Nach dem Tod ihrer Mutter am 28. August 1877 siedelte die Familie Martin nach Lisieux um, wo sie sich in der Villa Les Buissonnets niederließ. In den folgenden fünf Jahren vertrat Pauline, vor allem in Bezug auf ihre Schwester Therese, die Mutterstelle.

### Ordensleben
Im Jahr 1882 beabsichtigte Pauline zunächst, in den Orden der Schwestern von der Heimsuchung Mariens (Salesianerinnen) in Le Mans einzutreten, doch bei einem Gebet vor einer Statue Unserer Lieben Frau vom Berge Karmel in der Kirche St. Jacques in Lisieux 1882 wurde ihr bewusst, dass sie Karmelitin werden wollte. Am 2. Oktober 1882 trat sie im Alter von 21 Jahren als Postulantin in den Karmel von Lisieux ein und nahm zur Einkleidung den Ordensnamen Sr. Agnes von Jesus an.
Nach dem Tod von Mutter Genèvieve wurde Sr. Agnes am 20. Februar 1893 zur Priorin gewählt. Dieses Amt hatte sie zunächst bis zum 21. März 1896 inne. Während dieser Zeit trat im Jahr 1894 auch ihre Schwester Celine ein. Nach dem Tod Thereses wurde Sr. Agnes erneut zur Priorin gewählt und am 31. Mai 1923 mit einer Sondererlaubnis von Papst Pius XI. sogar als Priorin auf Lebenszeit bestätigt.
Sr. Agnes von Jesus war nach dem Tod Thereses maßgeblich daran beteiligt, dass deren Autobiographie Die Geschichte einer Seele vervielfältigt und in verschiedenen Karmelklöstern Frankreichs verbreitet wurde. Auf diese Weise trug sie zur Bekanntmachung des „kleinen Weges“ von Therese bei.